# Xã Delhi, Quận Delaware, Iowa
Xã Delhi (tiếng Anh: Delhi Township) là một xã thuộc quận Delaware, tiểu bang Iowa, Hoa Kỳ. Năm 2010, dân số của xã này là 1.012 người.